# 瀑布雨燕
瀑布雨燕是雨燕目雨燕科瀑布雨燕屬下的唯一一種鳥類。瀑布雨燕生活在馬來半島及大巽他群島的陡峭山區雨林中，並相當依賴於瀑布作為其繁殖地。因其棲地正在減少，因此其物種狀態被歸入近危。
這個物種是德國鳥類學家恩斯特·哈特爾特與英國鳥類學家阿瑟·倫諾克斯·巴特勒發現的物種，哈特爾特於1901年進行描述，當時其學名為。1970年，英國鳥類學家理查德·肯德爾·布魯克將其歸入一個獨立的屬，形成現今的學名。其屬名來自希臘神話中的澆水者，與寶瓶座有關，象徵這個物種與瀑布的連結。:196而種小名則來自同字拉丁語，意指「巨人」。:173
這個物種是一種相當大的金絲燕，使得其外觀上較為接近雨燕族而非金絲燕族。其體長16公分，體重平均約35—39公克。其上半身為均勻的深褐色，下半身稍微較淡但不明顯。其鳥喙寬平均約3.1公釐、深平均約3.3公釐、嘴峰長平均約7.4公釐；翼長平均約146.0公釐；跗蹠約13.5公釐；尾長約58.2公釐。
瀑布雨燕性喜群居，常有60—80隻鳥一起聚集的情況。牠們為蟲食性，且很可能因不具回聲定位能力而主要在黃昏時覓食，曾在其胃中發現蚊及甲蟲。其繁殖季在爪哇西部為10月—隔年1月之間，在馬來半島則有4月發現卵的紀錄，巢穴主要以羽毛、植物根、纖維、苔癬和唾液組成，位於瀑布水霧會覆蓋的地方，一窩一卵。卵呈暗白色，卵殼較薄，表面粗糙。
這個物種的整體族群數量尚未完整估計，但據信期分佈範圍內森林正在逐漸喪失和退化，因而導致其數量可能正在減少。在《國際自然保護聯盟瀕危物種紅色名錄》中也因這個原因，國際鳥盟將瀑布雨燕列為近危物種。

## 外部連結
- 維基物種上的相關：瀑布雨燕